# 2002年ウィンブルドン選手権
2002年 ウィンブルドン選手権（2002ねんウィンブルドンせんしゅけん、The Championships, Wimbledon 2002）は、イギリス・ロンドン郊外にある「オールイングランド・ローンテニス・アンド・クローケー・クラブ」にて、2002年6月24日から7月7日にかけて開催された。

## シニア

### 男子シングルス
レイトン・ヒューイット def.  ダビド・ナルバンディアン, 6–1, 6–3, 6–2
- ヒューイットは初優勝である。

### 女子シングルス
セリーナ・ウィリアムズ def.  ビーナス・ウィリアムズ, 7–6(4), 6–3
- セリーナは初優勝である。

### 男子ダブルス
ヨナス・ビョークマン /  トッド・ウッドブリッジ def.  ダニエル・ネスター /  マーク・ノールズ, 6–1, 6–2, 6–7(6), 7–5

### 女子ダブルス
セリーナ・ウィリアムズ /  ビーナス・ウィリアムズ def.  ビルヒニア・ルアノ・パスクアル /  パオラ・スアレス, 6–2, 7–5

### 混合ダブルス
エレーナ・リホフツェワ /  マヘシュ・ブパシ def.  ダニエラ・ハンチュコバ /  ケビン・ウリエット, 6–2, 1–6, 6–1

## ジュニア

### 男子シングルス
トッド・リード def.  Lamine Ouahab, 7–6(5), 6–4

### 女子シングルス
ベラ・ドゥシェビナ def.  マリア・シャラポワ, 4–6, 6–1, 6–2

### 男子ダブルス
フロリン・メルゲア /  ホリア・テカウ def.  ブライアン・ベイカー /  ラジーブ・ラム, 6–4, 4–6, 6–4

### 女子ダブルス
エルケ・クライシュテルス /  バルボラ・ストリコバ def.  Ally Baker /  アンナ＝レナ・グローネフェルド, 6–4, 5–7, 8–6